# 克利蘇拉
克利蘇拉是保加利亞的城鎮，位於該國中部，距離科普里夫什蒂察25公里，由普羅夫迪夫州負責管轄，面積131.40平方公里，海拔高度660米，2010年人口1,201，居民主要信奉東正教。